# الدلفين الحوتي الصائب الجنوبي
الدلفين الحوتي الصائب الجنوبي (الاسم العلمي: Lissodelphis peronii) هو نوع من الحيتانيات، يتبع جنس دلفين حوتي صائب.